# Veenweidegebied

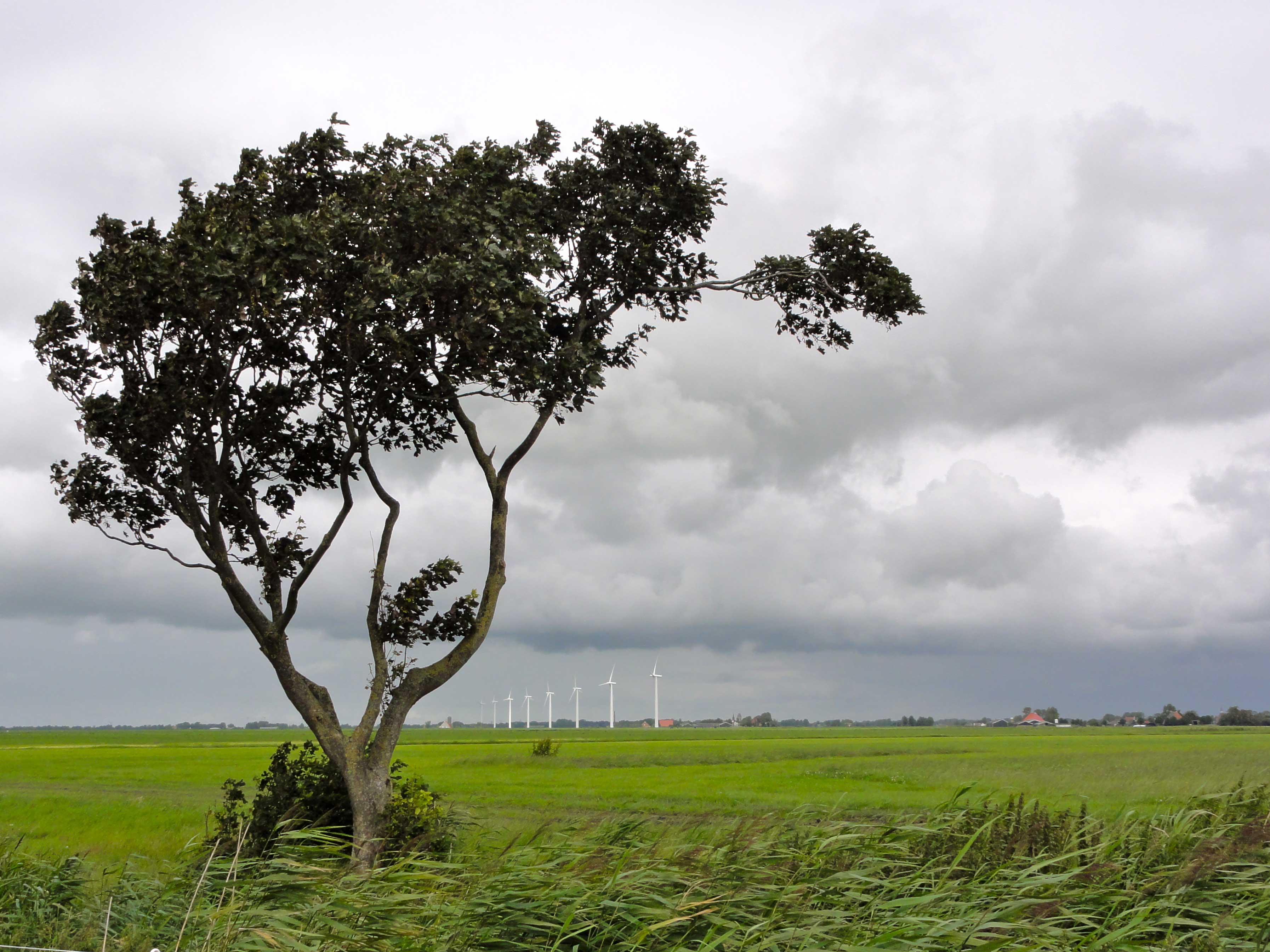
Veenweidegebied in Zuidwest-Friesland

Een veenweidegebied is een Nederlands landschapstype bestaande uit weiden op veengrond. Dit landschap wordt als kenmerkend gezien voor de lage delen van Holland en Utrecht, maar domineert ook de Zuidwesthoek van Friesland en de Kop van Overijssel.

## Ontginning
Tot de periode van de Grote Ontginning, die plaatsvond van de 10e tot en met de 13e eeuw, lagen in deze gebieden grote veenwildernissen. In tegenstelling tot de huidige situatie lag het maaiveld veelal enkele meters hoger dan het waterniveau, zodat er sprake was van 'veenkussens' gescheiden door veenwaterstroompjes. Door het graven van afwateringssloten werd het natte veenland ontwaterd om het geschikt te maken voor akkerbouw.
Door de ontwatering klonk de veengrond als gevolg van verdroging en oxidatie in. Na enkele eeuwen lag het maaiveld bijna op hetzelfde niveau als het grondwater en was het gebied weer te nat geworden voor akkerbouw. Sindsdien wordt het gebruikt als weidegronden voor de veeteelt en dan vooral de melkveehouderij. De boerenbedrijven schakelden over van productie van akkerbouwgewassen op de productie van melk, boter en kaas. Door de voortgaande bodemdaling moest het land beschermd worden door kades en nog later ingericht worden als polders zodat de waterstand door bemaling laag gehouden kon worden.
Veenweidegebieden worden doorsneden door vele sloten en slootjes en begraasd door runderen en schapen. Het zijn in de traditionele vorm geschikte broedgebieden voor weidevogels zoals de grutto en de kievit. De sloten tussen de veenweides dienen verschillende doelen tegelijkertijd:  afvoerleiding voor overtollig water, barrière voor het vee en vervoersweg. De sloten moeten regelmatig geschoond worden van plantengroei om niet te verlanden. Hoewel runderen zich niet altijd laten weerhouden door het ondiepe water vindt men in veenweidegebieden bijzonder weinig hekken en prikkeldraad.

## Turf
Door de groei van de Hollandse steden vanaf de 14e eeuw werd de vraag naar brandstof steeds groter. Hout was schaars en vervanging werd gevonden in turf, gedroogd veenmateriaal. Veel veenland werd in opdracht van de eigenaar afgegraven voor de turfwinning. Aanvankelijk werd met de schop gegraven. Na de introductie van de baggerbeugel omstreeks 1500 kon ook veen onder water worden gewonnen, dat vervolgens te drogen werd gelegd op legakkers, lange stroken grond die bleven liggen tussen de petgaten, de met water gevulde stroken weggegraven veengrond. Door hoogwater en stormen werden de petgaten steeds breder en verdwenen er steeds meer restanten van de overgebleven veengrond in het water. Riviertjes en slootjes verbreedden zich tot meren, die in de loop der eeuwen steeds groter werden. Het bekendste voorbeeld is de Grote Haarlemmermeer, ontstaan uit samenvloeiing van drie kleinere meren. Zo ontstond het begrip de 'Waterwolf', die het veenland 'opvrat'.

## Polders

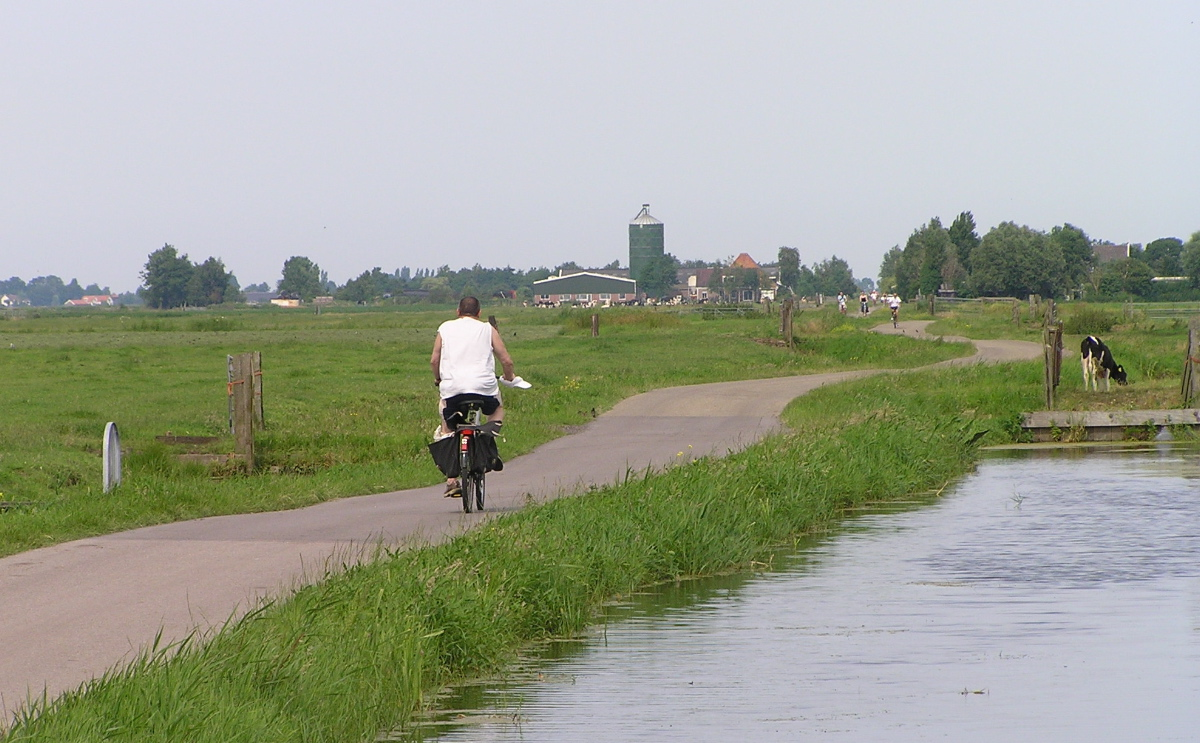
Veenweides in Waterland

Toen de Hollanders vanaf de 15e eeuw in staat waren om met behulp van windmolens veenplassen droog te malen, kon een deel van het verloren land weer teruggewonnen worden. Nu was het echter geen veenbodem meer, maar meestal een kleibodem. In de loop der eeuwen werd de turfwinning steeds meer aan strenge regels gebonden. Vanaf de 18e eeuw mocht alleen nog maar natte turfwinning plaatsvinden op stukken land, die per contract waren vastgelegd. Steeds meer werd droogmaking van de ontstane veenplassen na beëindiging van de turfwinning verplicht gesteld. Zo is een groot deel van het oorspronkelijke veenweidegebied tussen Amsterdam en Rotterdam vergraven en vervangen door droogmakerijen met kleigrond.

## Oxidatie
De voor de turfwinning minder aantrekkelijke veengronden bleven meestal in gebruik als veenweidegebied. Ten noorden van het IJ en Noordzeekanaal is relatief minder turf gewonnen dan ten zuiden daarvan, omdat door de invloed van het brakke water van de Zuiderzee het veen te veel zout bevatte om goede turf op te kunnen leveren. In West-Friesland is een groot deel van de dunne veenlaag door veenoxidatie verdwenen, waardoor de onderliggende kleibodem aan de oppervlakte is gekomen. De grond wordt daar naast de veeteelt veelal gebruikt voor tuinbouw en fruitteelt.

## Bescherming
In Holland en Utrecht is de oppervlakte aan veenweidegebied in de 20e eeuw flink verkleind als gevolg van stadsuitbreidingen. Nog slechts een deel van de  veenweidegronden is daar in de oude staat aanwezig. Vooral in het Groene Hart van Holland wordt ernaar gestreefd om, door gebieden een beschermde status te geven, het typisch weidse karakter van de Hollandse veenweidegebieden voor de toekomst te behouden.